# Internationale luchthaven van Cluj-Napoca
De internationale luchthaven van Cluj-Napoca is in passagiersaantallen de op een na drukste luchthaven van Roemenië. Het vliegveld ligt net buiten de stad Cluj-Napoca in de voormalige gemeente Someșeni, dat in 1989 een buitenwijk van Cluj-Napoca werd. 
Het snel stijgende passagiersaantal werd in 2010 een probleem voor dit vliegveld, omdat er alleen relatief kleine vliegtuigen (bijvoorbeeld Boeing 737 en Airbus A320) op de landingsbaan van 2100 m konden landen. Op 8 september 2011 werd begonnen met de bouw van een nieuwe landingsbaan. Deze baan kan verlengd worden tot een lengte van 3500 m maar werd op 26 oktober 2013 in gebruik genomen met eveneens een lengte van 2100 m.

## Cijfers
Sinds 2000, met de komst van Carpatair, Tyrolean en Tarom, groeit het aantal internationale bestemmingen vanuit Cluj gestaag. In 2001 is de vertrek- en aankomsthal volledig verbouwd. Vanwege de explosieve groei sinds 2003 van het aantal zakelijke en toeristische reizigers is in 2006 begonnen met de bouw van een nieuwe, grotere aankomstterminal. Deze is in het voorjaar van 2008 in gebruik genomen. De vertrekhal is in het najaar van 2009 opgeleverd.
Het aantal maatschappijen dat inmiddels op Cluj vliegt neemt ook toe. Inmiddels vliegt ook Wizz Air dagelijks drie retourvluchten vanaf Cluj met bestemmingen als Barcelona, Rome, Londen en Dortmund.
- Lufthansa Regional, uitgevoerd door Augsburg Airways - München
- TAROM - Boekarest-Henri Coandă, Frankfurt am Main, Wenen
- Wizz Air - Barcelona, Bari (vanaf 18 mei 2013), Bologna (vanaf 1 april 2013), Brussel-Charleroi(vanaf 20 mei 2013) Cuneo, Dortmund, Eindhoven (vanaf 19 mei 2013), Forlì, Londen-Luton, Madrid, Milaan-Orio al Serio, Palma de Mallorca, Parijs-Beauvais, Pisa, Rome-Fiumicino, Turijn, Valencia, Venetië-Treviso, Zaragoza

Vrachtvervoer:
- TAROM Cargo
- TNT Airways

| jaar |                   |              |
| jaar | aantal passagiers | ontwikkeling |
| ---- | ----------------- | ------------ |
| 2022 | 2.644.968         | ▲+81%        |
| 2021 | 1.463.207         | ▲+61%        |
| 2020 | 906.651           | ▼-69%        |
| 2019 | 2.923.845         | ▲+5%         |
| 2018 | 2.782.401         | ▲+3%         |
| 2017 | 2.699.286         | ▲+44%        |
| 2016 | 1.880.171         | ▲+26%        |
| 2015 | 1.487.603         | ▲+26%        |
| 2014 | 1.182.047         | ▲+14%        |
| 2013 | 1.036.438         | ▲+11%        |
| 2012 | 931.999           | ▼-7%         |
| 2011 | 1.004.855         | ▼-2%         |
| 2010 | 1.028.907         | ▲+23%        |
| 2009 | 834.400           | ▲+11%        |
| 2008 | 752.181           | ▲+93%        |
| 2007 | 390.521           | ▲+60%        |
| 2006 | 244.366           | ▲+21%        |
| 2005 | 202.556           | ▲+25%        |
| 2004 | 162.668           | ▲+34%        |
| 2003 | 121.037           | ▲+15%        |
| 2002 | 105.091           | ▲+17%        |
| 2001 | 90.128            | ▲+19%        |

## Vervoer naar Cluj-Napoca
Vanaf het vliegveld kan men RATUC bus 8 of een taxi nemen naar de stad. In de toekomst (voor 2012) zal de Autostrada Transilvania (A3) 20 à 30 km van het vliegveld af lopen (de A3 gaat naar het westen van de stad en het vliegveld ligt in het oosten van de stad). Taxi is een goedkoop en snel vervoersmiddel vanuit de binnenstad.

## Foto's

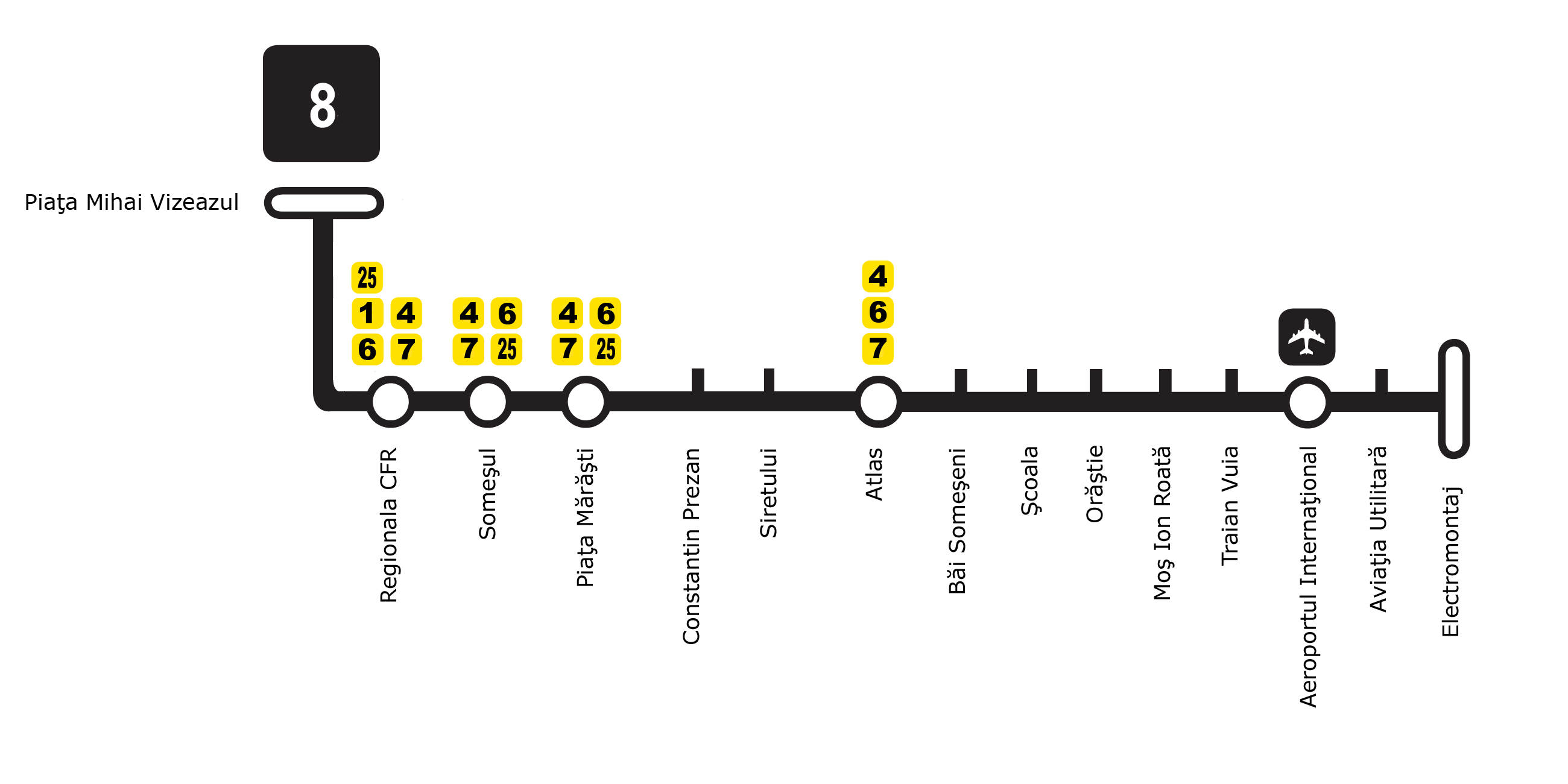
Bus no. 8
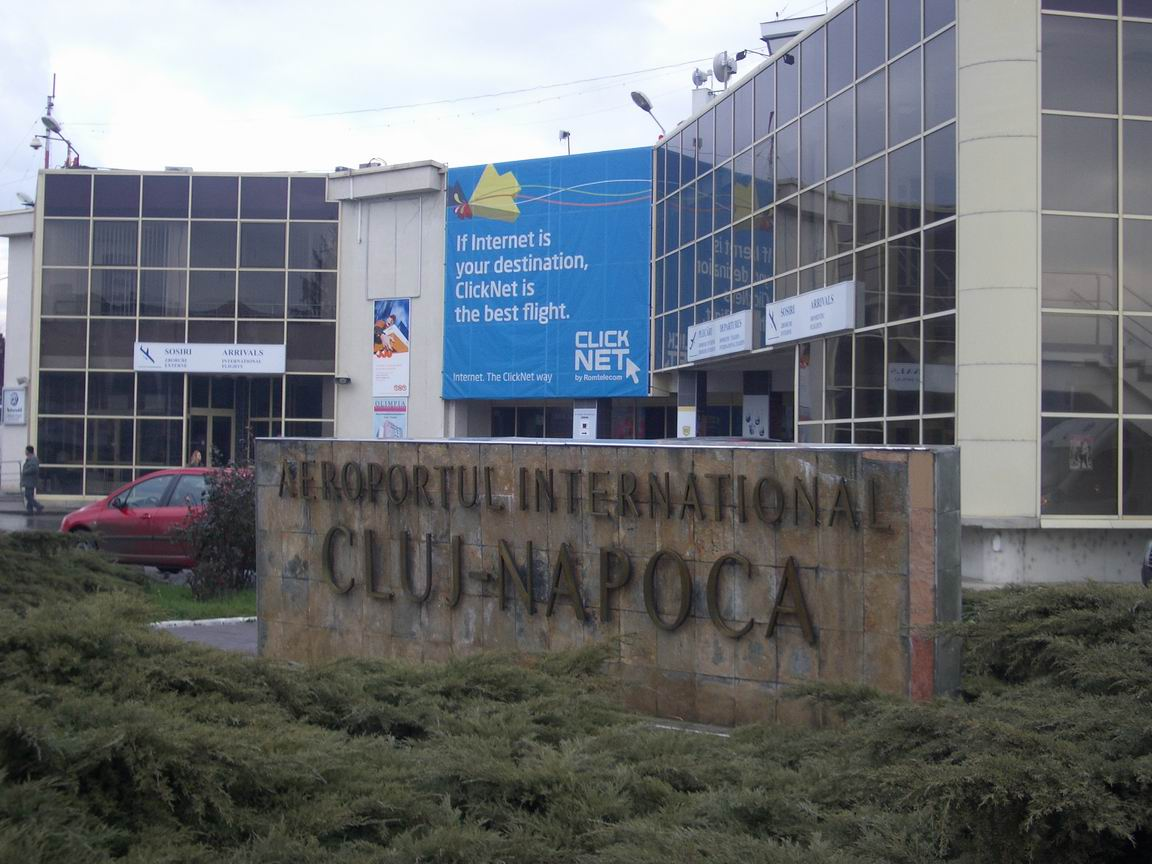
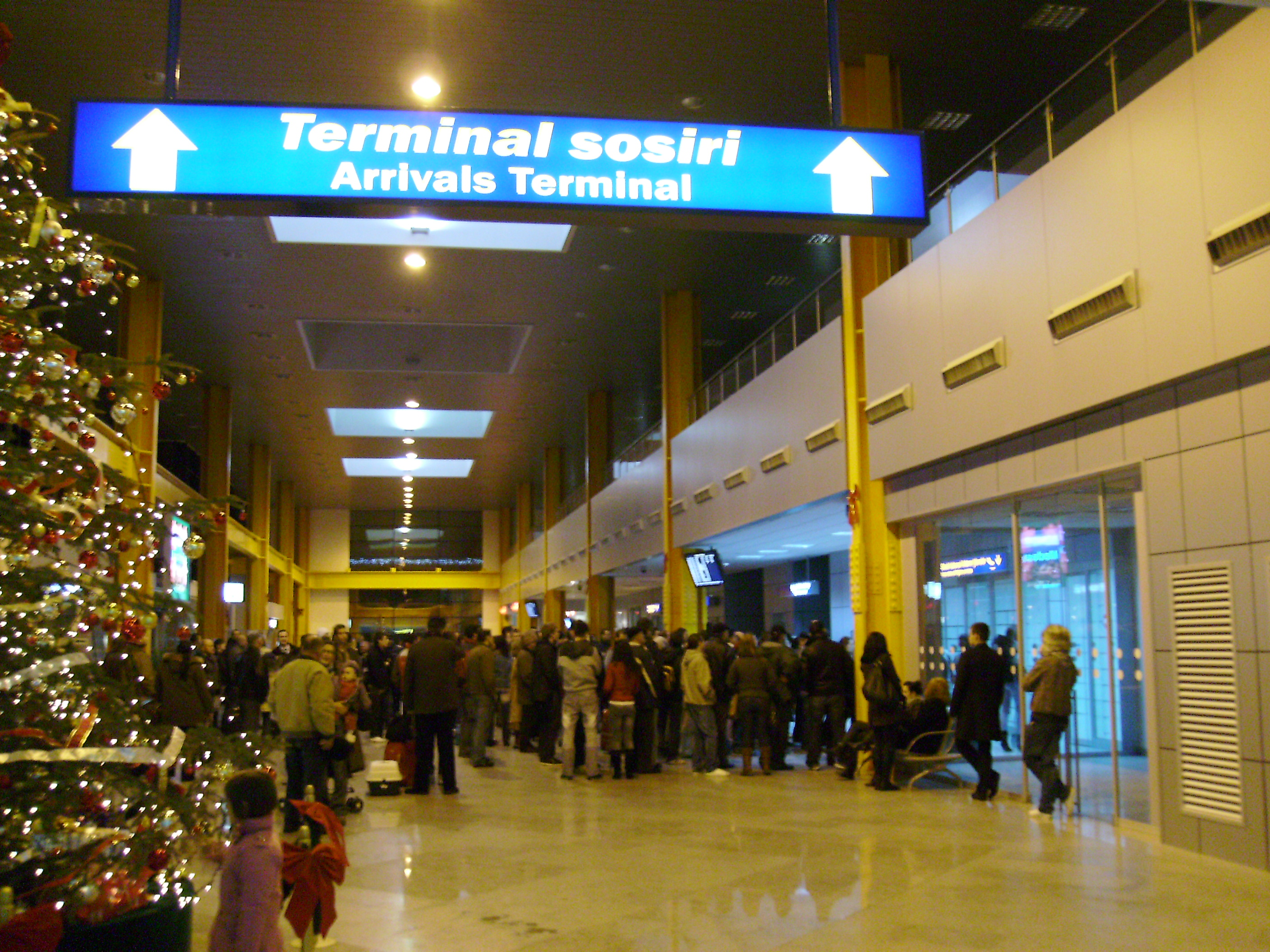
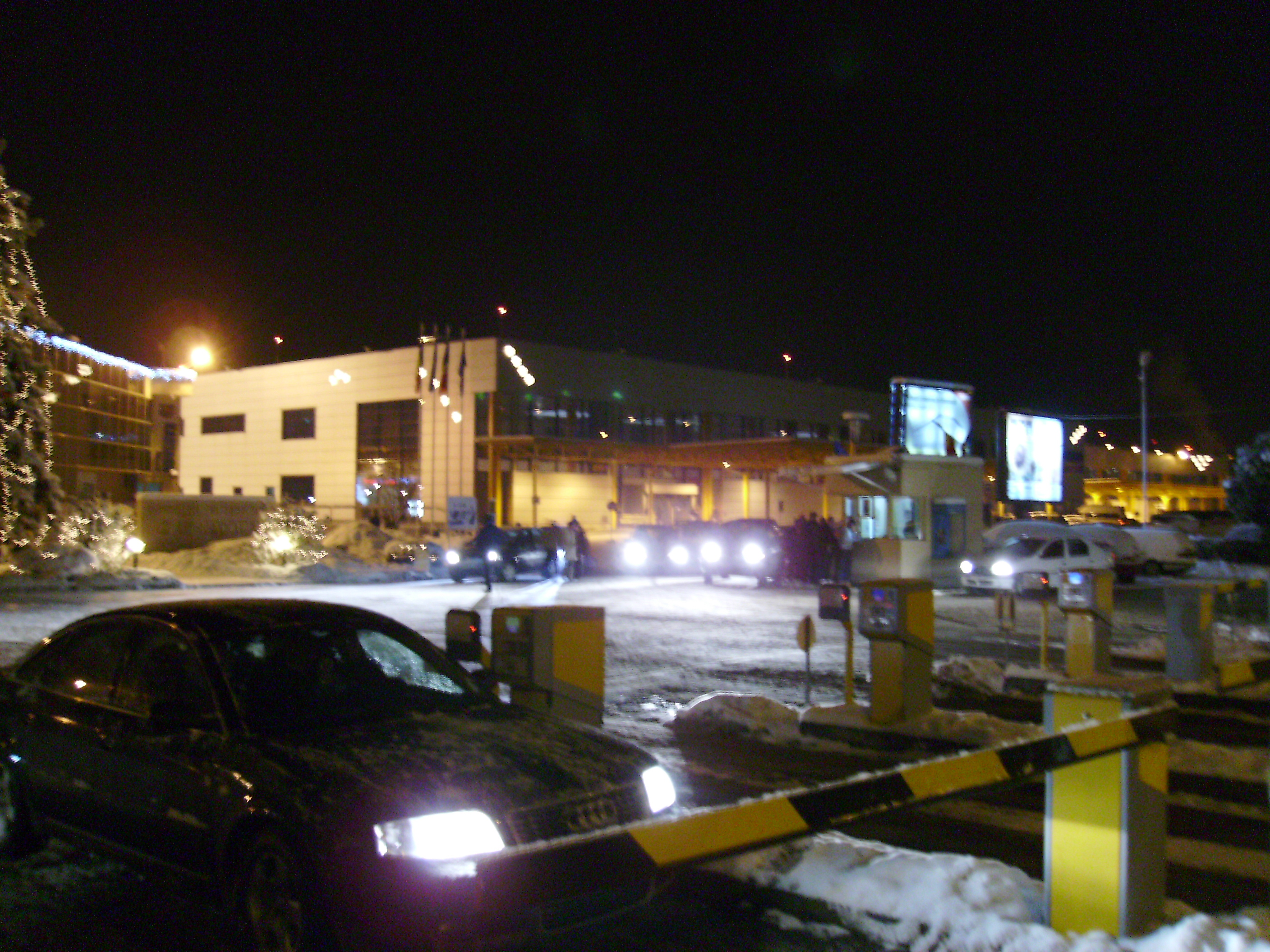
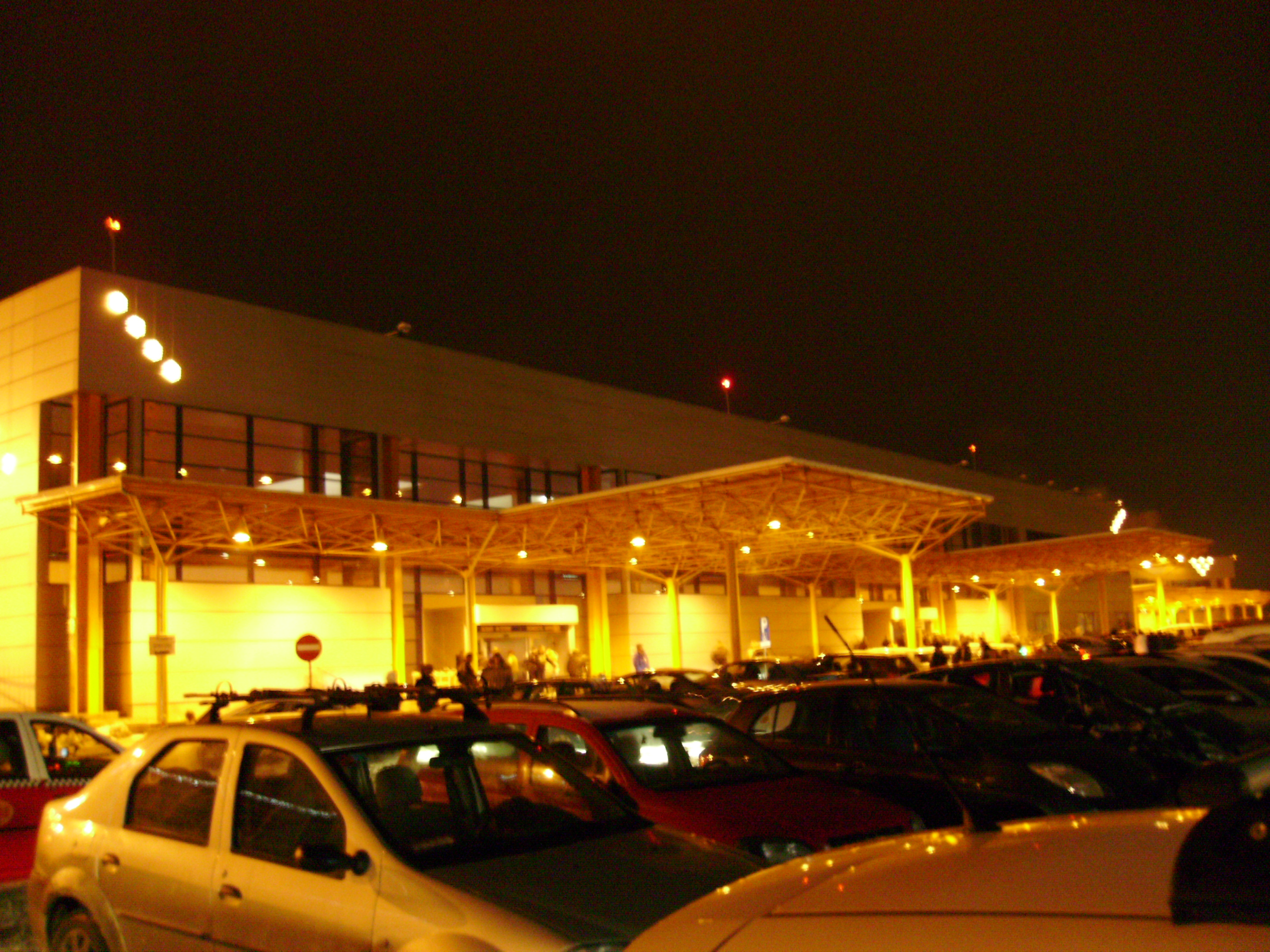